# 藤本虎喜
藤本 虎喜（ふじもと とらき、1892年2月16日 - 1981年11月11日）は、日本の政治家、農業技術者。衆議院議員（1期）、国民協同党所属。

## 経歴
熊本県上益城郡甲佐町出身。鹿児島高等農林学校農学科卒業。
- 1946年（昭和21年）-第22回衆議院議員総選挙熊本選挙区（無所属）当選
- 1947年（昭和22年）-第23回衆議院議員総選挙熊本選挙区（国民協同党）落選、熊本県知事選挙落選。
- 1981年（昭和56年）-死去
- 1997年（平成9年）-第50回熊本県近代文化功労者[2]（農業技術者として）